# 徐升堂
徐升堂，福建晋江人，明朝政治人物。
永樂十二年，福建甲午乡试中舉。永樂十九年（1421年）辛丑科進士。